# درخششی در آسمان شمالی
درخششی در آسمان شمالی (به انگلیسی: A Blaze in the Northern Sky) دومین آلبوم استودیویی گروه بلک متال نروژی دارک‌ثرون است. این آلبوم در ۲۶ فبریه ۱۹۹۲ توسط پیسویل رکوردز عرضه شد. درخششی در آسمان شمالی اولین آلبوم بلک متال گروه است و عموماً در سبک بلک متال و به عنوان یک آلبوم کلاسیک و شاخص شناخته می‌شود.
| بررسی انتقادی   | بررسی انتقادی |
| منبع            | رتبه‌بندی      |
| --------------- | ------------- |
| آل‌میوزیک        | [ ۱ ]         |
| اسپوتنیک میوزیک | [ ۲ ]         |

## فهرست ترانه‌ها
| شماره | نام                     | مدت   |
| ----- | ----------------------- | ----- |
| ۱.    | «رمز زندگی کاثاریان»    | ۱۰:۳۹ |
| ۲.    | «در سایه شیپورها»       | ۷:۰۱  |
| ۳.    | «بلیال معیار»           | ۵:۲۴  |
| ۴.    | «جایی که باد سرد می‌وزد» | ۷:۲۶  |
| ۵.    | «درخششی در آسمان شمالی» | ۴:۵۷  |
| ۶.    | «زمستان پاگان»          | ۶:۳۵  |

## دست‌اندرکاران
دارک‌ثرون
- ناکتورنو کلتو – گیتار لید، خواننده
- زفیروس – گیتار ریتم
- فنریز – درامز، خواننده پس‌زمینه

سایر موسیقیدانان
- داگ نیلسن – گیتار باس